# درب النحت

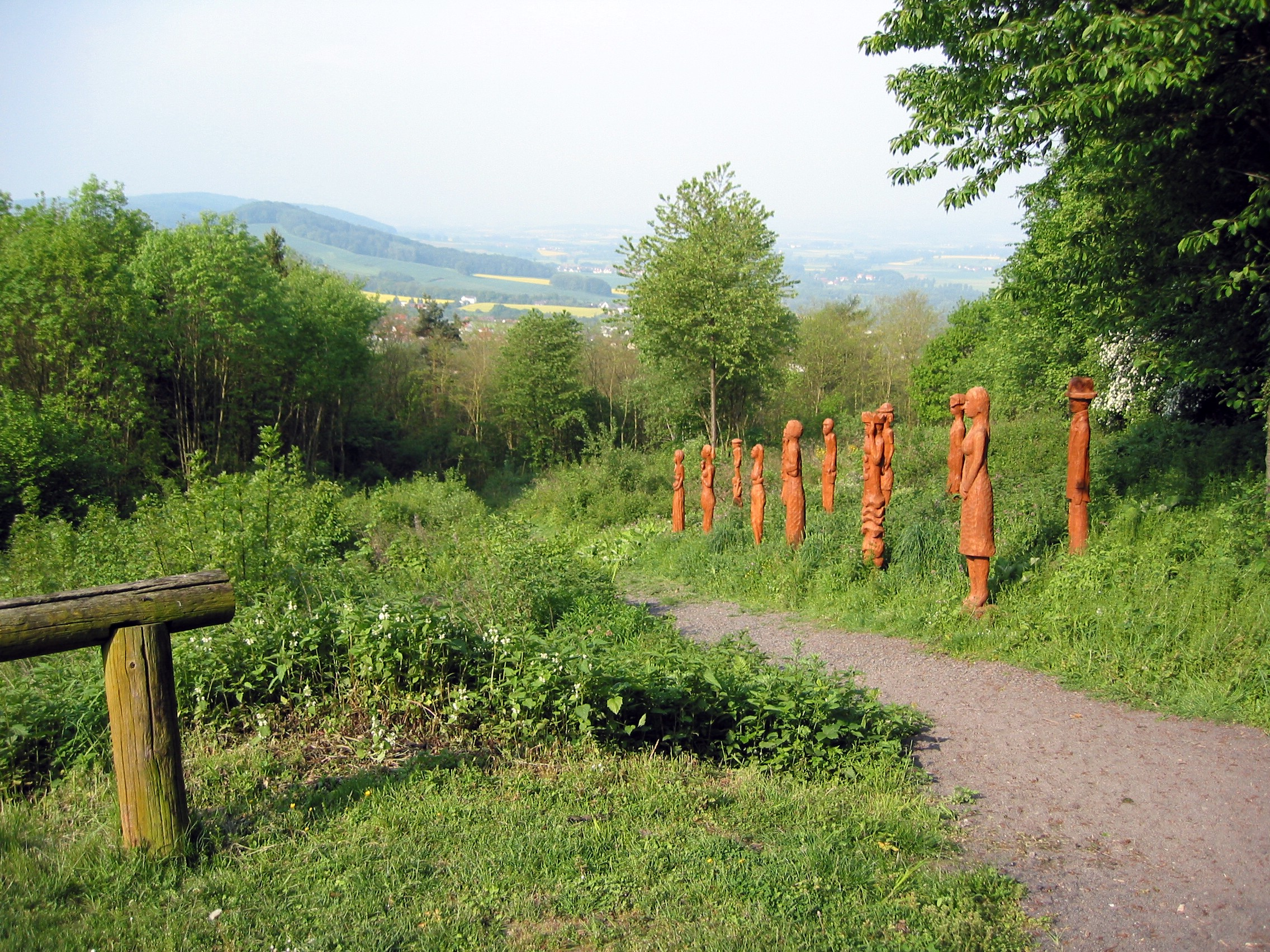
كونست واندرويج هايليجينبرج درب النحت في هسن ، ألمانيا

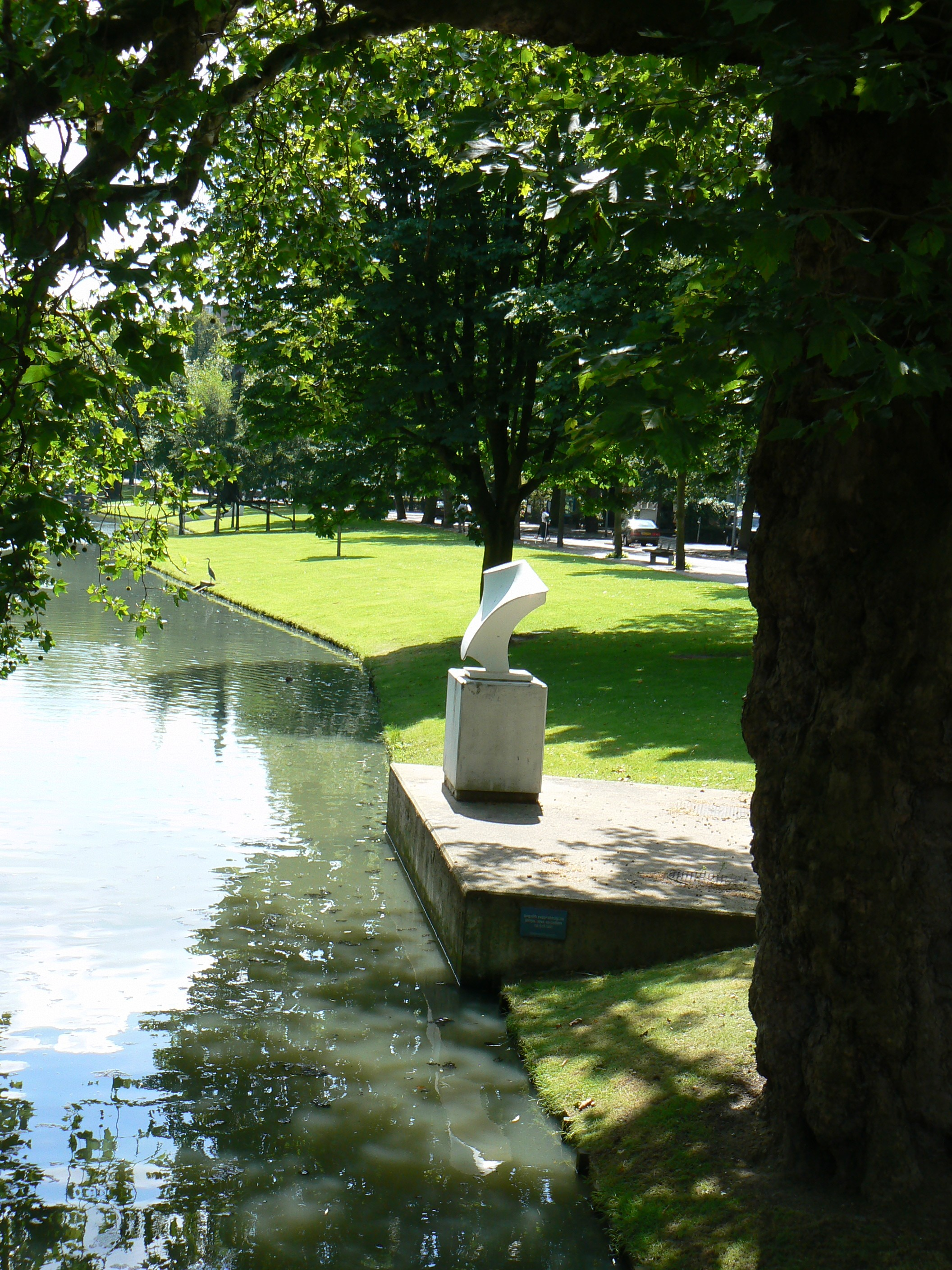
منحوتات على درب النحت روتردام سنتروم ، هولندا

درب النحت (بالإنجليزية: sculpture trail)‏ - المعروف أيضًا باسم «المسار الثقافي» أو «المسارالفني» - هو ممر عبر معارض في الهواء الطلق من المنحوتات في الهواء الطلق على طول طريق محدد مع مشاهد متسلسلة مصادفة من المعاينة المخطط لها وخطوط الرؤية الرئيسية.

## الإعدادات
غالبًا ما يكون الممشى المتميز خيارًا واحدًا من بين طرق أخرى أقل تنظيماً لاستكشاف حدائق المنحوتات الحميمية ومنتزهات المنحوتات الكبيرة ومواقع الفنون البيئية الواسعة. غالبا ما يتم تعطيلهم ويُمكن الوصول إلى كراسي المتحركة التي تعرض المشاهدة وتجربة الفن بالنسبة للكثيرين.
تستخدم الأعمال الفنية المنحوتة للفن الأرضي والتنصيبية الأكبر في الهواء الطلق الخاصة بالموقع، خاصة في المواطن الطبيعية الهشة، استعمال دروب النحت لإمكانية الوصول منخفضة التأثير. لدى بعض مسارات الثقافة برامج للنحاتين في الإقامة لإنشاء أعمال مؤقتة أو دائمة جديدة.
يمكن أن تتراوح إعدادات مسارات المنحوتات بين الحدائق الحضرية والعقارات الخاصة، من خلال حدائق المتاحف الفنية، إلى مواقع الفضاء الإقليمية المفتوحة والمتنزه الفني الكبير، مع وجود ممرات تتيح الوصول إلى المنحوتات.

## أمثلة في أوروبا

### هولندا
- مسار النحت فاسترسينغل في روتردام، حيث يتم عرض جزء من المجموعة الدولية للنحت.
- طريق النحت ماليبان في أوتريخت، مع 17 منحوتة للنحاتات النساء.
- معرض المنحوتات ب. سترايكن (معرض المنحوتات في لاهاي) وغروت ماركتست وكالفماركت (بالعربية: سوق العجل) كالفماركت وسبوي في لاهاي
- طريق النحت المنتزه الجنوبي لاهاي في المنتزه الجنوبي، لاهاي
- طريق النحت جامعة ايندهوفن للتكنولوجيا في حرم الجامعة في ايندهوفن
- طريق النحت خاودا في وسط خاودا: تيرفسنجل، كاتنسينجل، بليكرزسنجل وفلينسنجل (المنحوتات إلى حد كبير على الجانب الداخلي للقنوات)
- خط الفن سامسليني هو مشروع فني يتكون من ثمانية أشياء حققها مختلف الفنانين المرئيين على طول أو بالقرب من سامسليني، والحدود بين مقاطعتي درينته وخرونينغن الهولندية.
- كونستتايخن (بالعربية: طرق اصطناعية)هي عبارة عن شبكة من مسارات الدراجات على طول التماثيل بين مدينة نوردهورن الألمانية وبلدة زفوله الهولندية، والتي ظهرت منذ أوائل الثمانينيات من القرن الماضي وتقع بشكل رئيسي على طول نهر فاخت وفي جواره. يتم توصيل أكثر من 60 منحوتة، بما في ذلك أمثلة على فن الأرض، على مسافة لا تقل عن 140 كم عبر هذه الشبكة. شارك العديد من النحاتين المشهورين دوليا في هذا المشروع.

#### معرض الصور هولندا

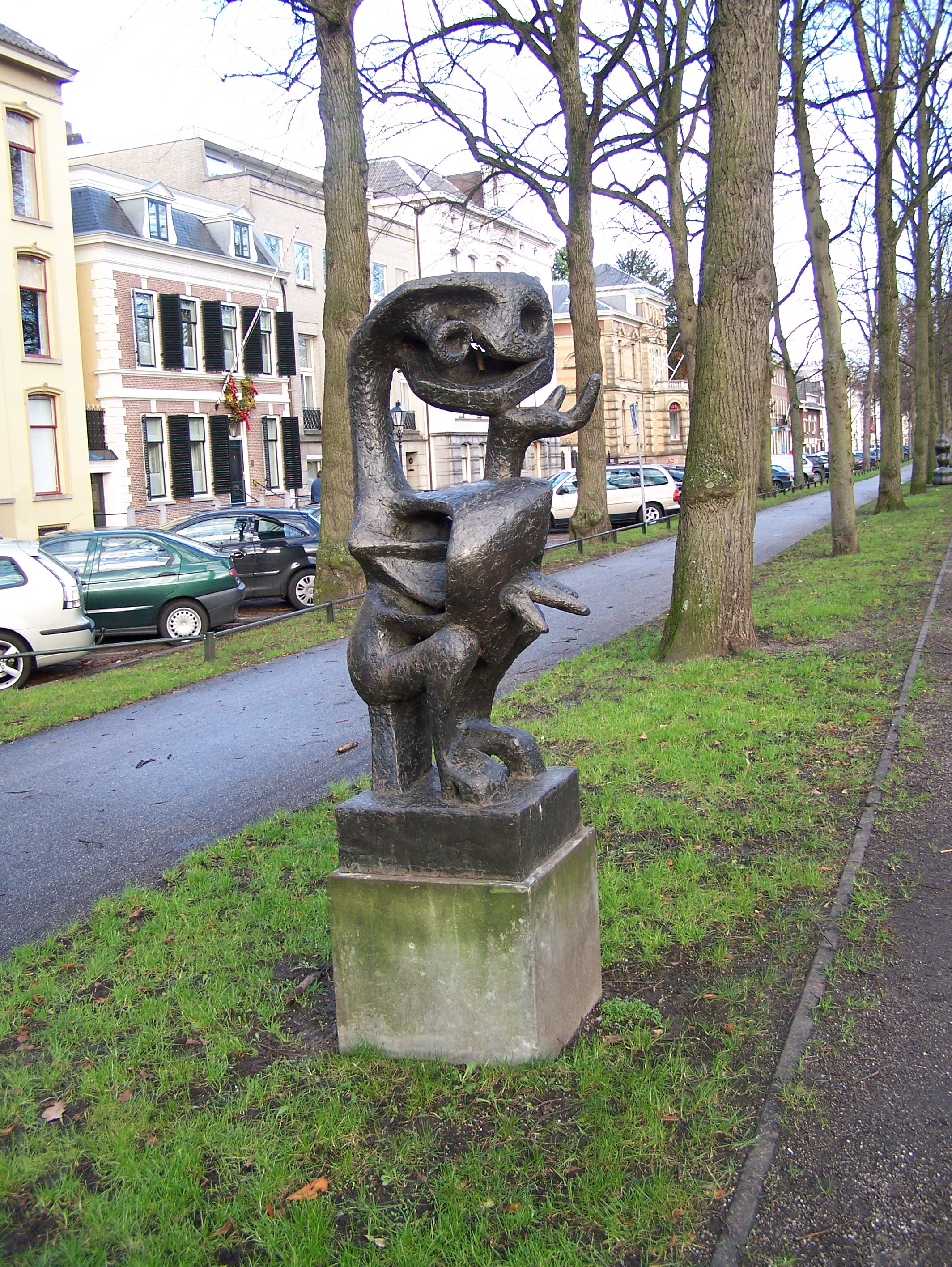
طريق النحت ماليبان ، أوتريخت
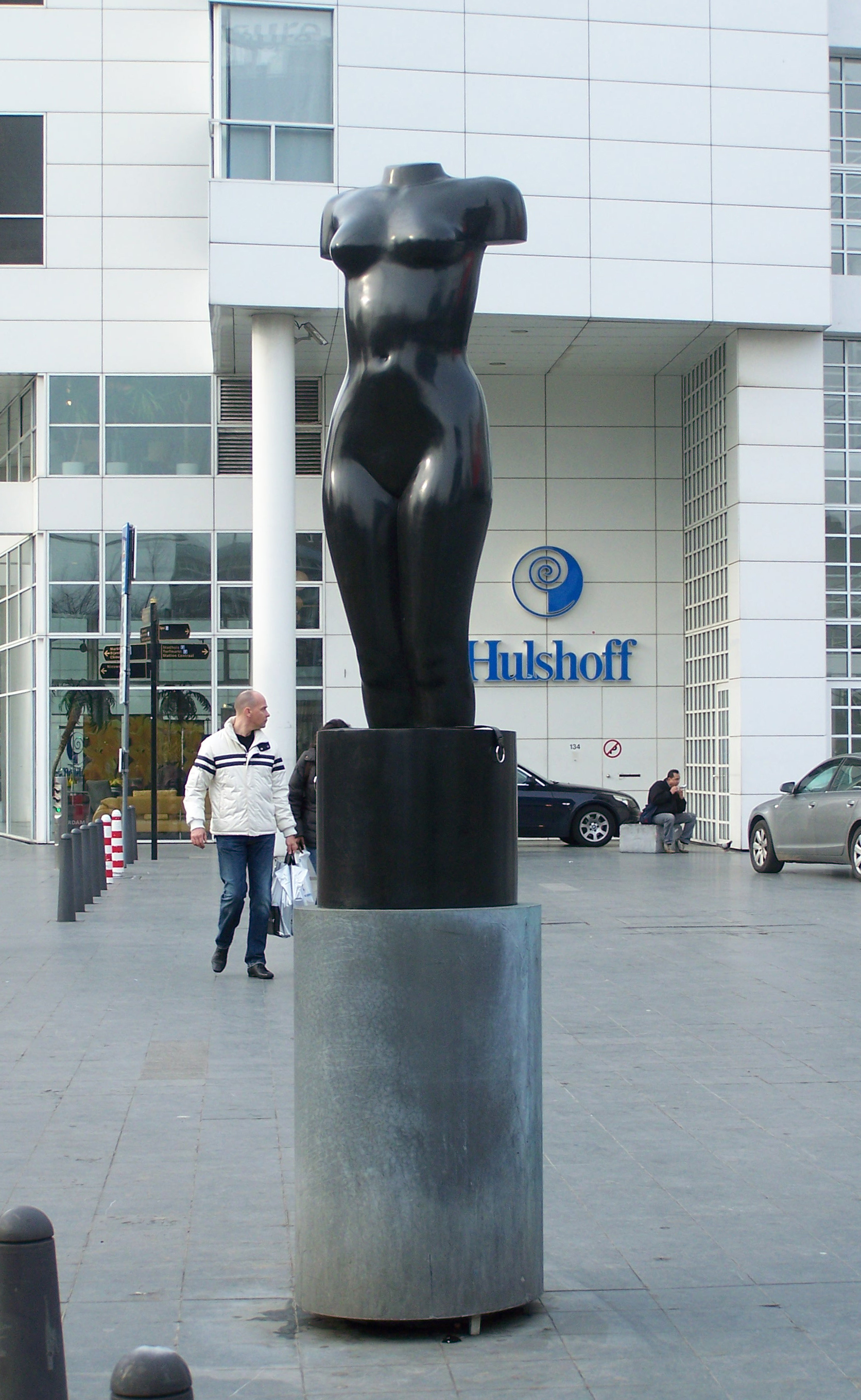
معرض النحت ب. سترايكن، لاهاي
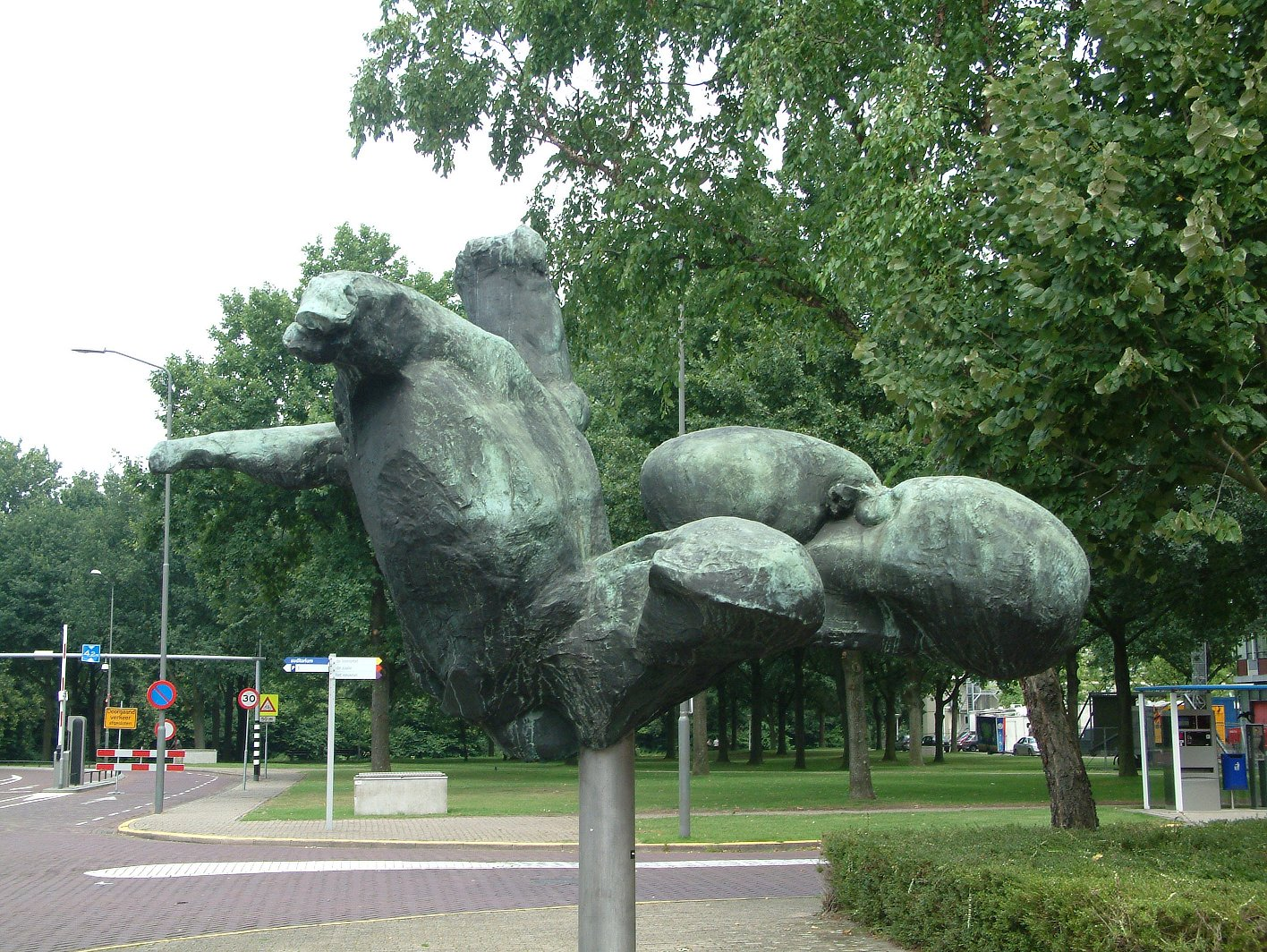
طريق النحت ، تويهند
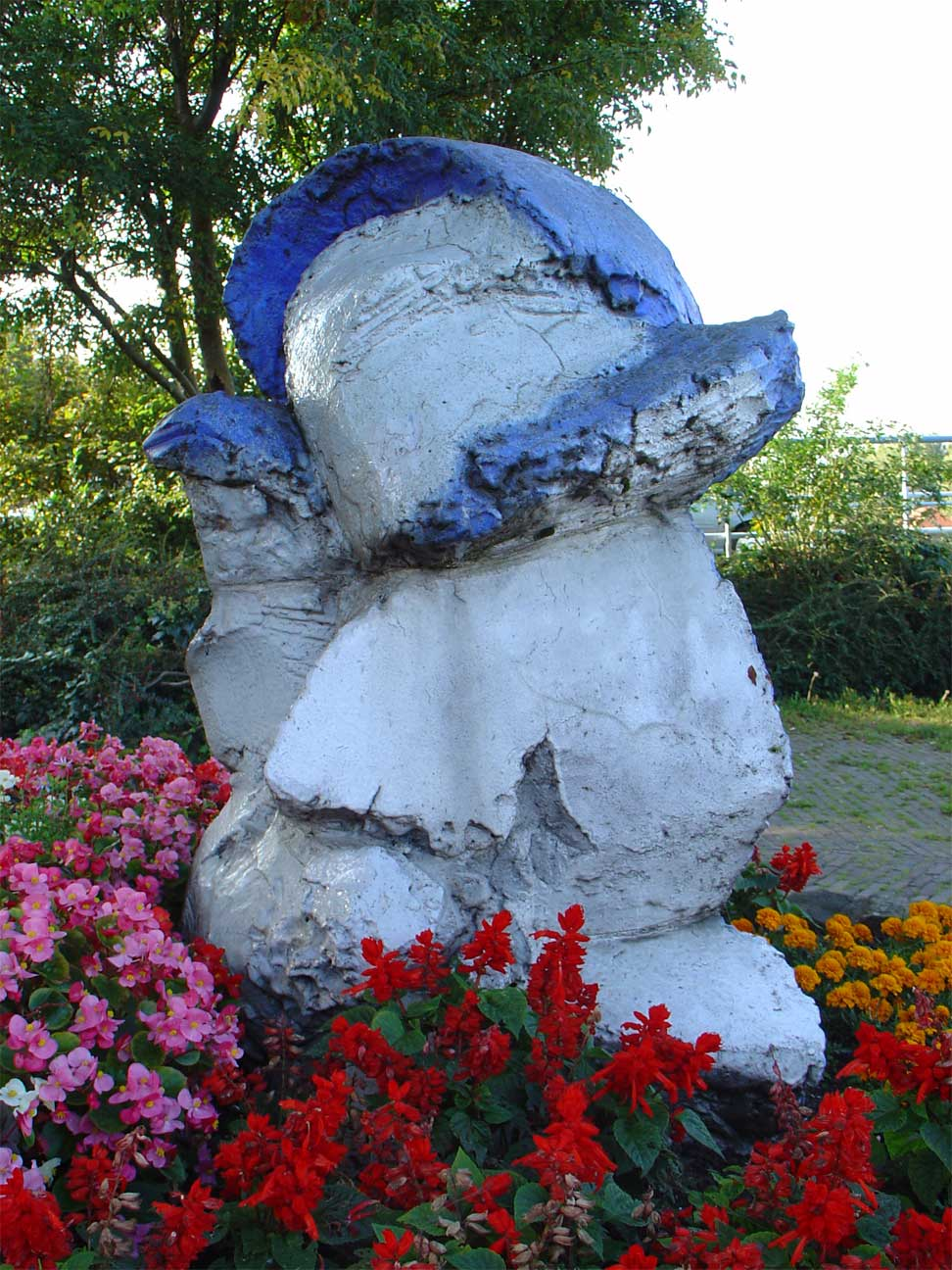
طريق النحت جودة ، جودة

### ألمانيا
- يقع ميل من النحت هانوفر على بعد حوالي 1.5 كم من الطرق في هانوفر مع ثمانية منحوتات ضخمة (من نيكي دي سانت فال إلى كينيث سنيلسون، والعديد من المعادن وليس كلها). يتم وضع جميع الأعمال المختلفة تمامًا في الحجز المركزي للطريق.
- يقع ميل من النحت مانهايم على طول اوغوستالانغ في وسط مانهايم مع 60 من المنحوتات الحديثة والمعاصرة.
- المشهد الشعبي في برلين هو مشروع فني تم تركيبه في كروزبرغ-برلين في عام 1987. هذا طريق نحت يمتد من بوابة سيليزيا إلى بنك مايو أيم، حيث يمر الممشى بسبع منحوتات. نشأ المشروع خلال ما يسمى ندوة النحات.
- آثار الإنسان فن التريل هو طريق نحت في نياندرتال، والذي يبدأ في متحف نياندرتال على نهر دوسيل بالقرب من دوسلدورف.
- برونينميل دويسبورغ هو طريق نحت فريد من نوعه في وسط مدينة دويسبورغ. يبلغ طول برونينميل حوالي 1 كم ويتكون من 11 نافورة، 6 منها جديدة من تصميم النحاتين الألمان وبعض مشاهير العالم و 5 نوافير قديمة. المسار، الذي اكتمل في عام 1993، يتبع منطقة المشاة في كونيغسشتراسه من الشرق إلى الغرب.
- شارع المنحوتات (سانت ويندل) في ولاية سارلاند الألمانية مع منحوتات من، من بين أشياء أخرى: ألف ليتشنر، كارل برانتل، روبرت شاد، فرانز زافير أولزانت، شلومو سيلينجر. مسار النحت هو جزء من طريق السلام بعد فكرة النحات أوتو فروندليتش (1878-1943).
- شتاين ان دير غرينز قرب مرتسيغ في ولاية سارلاند. مسار النحت جزء من طريق السلام الأوروبي .
- طريق شتاين آم فلوس ، وهو مشروع من تصميم كونز وساربرغ في حي ترير-زاربورغ في ترير-زاربورغ. مسار النحت جزء من طريق السلام الأوروبي .
- مسار المنحوتات سالزجيتر باد في ولاية سكسونيا السفلى الألمانية. النحاتون المشاركون: جان روبرت إيبوستيجوي وميناشي كاديشمان وليو كورنبروست وجيمس رينكينج وجير وينر وهيرومي أكياما وفرانز بيرنهارد وألف ليتشنر وأولريش روكريم. مسار النحت جزء من طريق السلام الأوروبي .
- مسار النحت متنزه النحت يوهانسبرغ في فوبرتال.
- درب الفن جيسين منذ عام 1982، طريق نحت في حرم جامعة يسطس ليبج في غيسن. 13 منحوتة في الأماكن العامة لستيفان بالكنهول، بير كيركبي، جيرهارد ماركس، إرنست هيرمانز، مايكل كروسان، كلوس بوري، كارل برانتل، هانز شتاينبرنر، أولريش روكريم وآخرون.
- طريق جولة منحوتات شورندورف في شورندورف، بادن فورتمبيرغ.
- طريق البانوراما وين في هايلبرون، بادن فورتمبيرغ.
- طريق جامعة كونستفاد أولم للنحت في أولم، بادن فورتمبيرغ
- مشروع فن الأرض مسار نحت الغابات - فيتجنشتاين - ساويرلاند بالقرب من شمالنبرغ (قضاء ساورلاند العليا)
- يعد منحوتات الشاطئ ريماجين طريقًا للنحت على الضفة اليسرى لنهر الراين بالقرب من مدينة رماغن الألمانية في راينلند بالاتينات.
- فن المناظر الطبيعية هي المجموعة الخارجية في كونستفيرين ومؤسسة سبرينجهورنهوف في نوينكيرشن في ولاية سكسونيا السفلى. وقد تم وضع التماثيل المميزة على طول مسار النحت.
- الفن في الحرم الجامعي هو طريق نحت في الحرم الجامعي لجامعة أوغسبيرغ في آوغسبورغ
- حفلة الفن كيرتشهايمرهو مسار نحت في كيرشهايم اونتر تك في بادن فورتمبيرغ
- يعتبر مسار النحت سيهاوس بفورتسهايم مسارًا للنحت في بفورتسهايم في بادن فورتمبيرغ
- مسار الفن في موميلسي هو طريق نحت حول موميلسي في بادن فورتمبيرغ

في السنوات الأخيرة، ظهرت العديد من طرق النحت في جميع أنحاء ألمانيا. بالإضافة إلى الجانب الجمالي، يخدم بناء طرق النحت أيضًا غرضًا اقتصاديًا: السياحة.

#### معرض صور ألمانيا

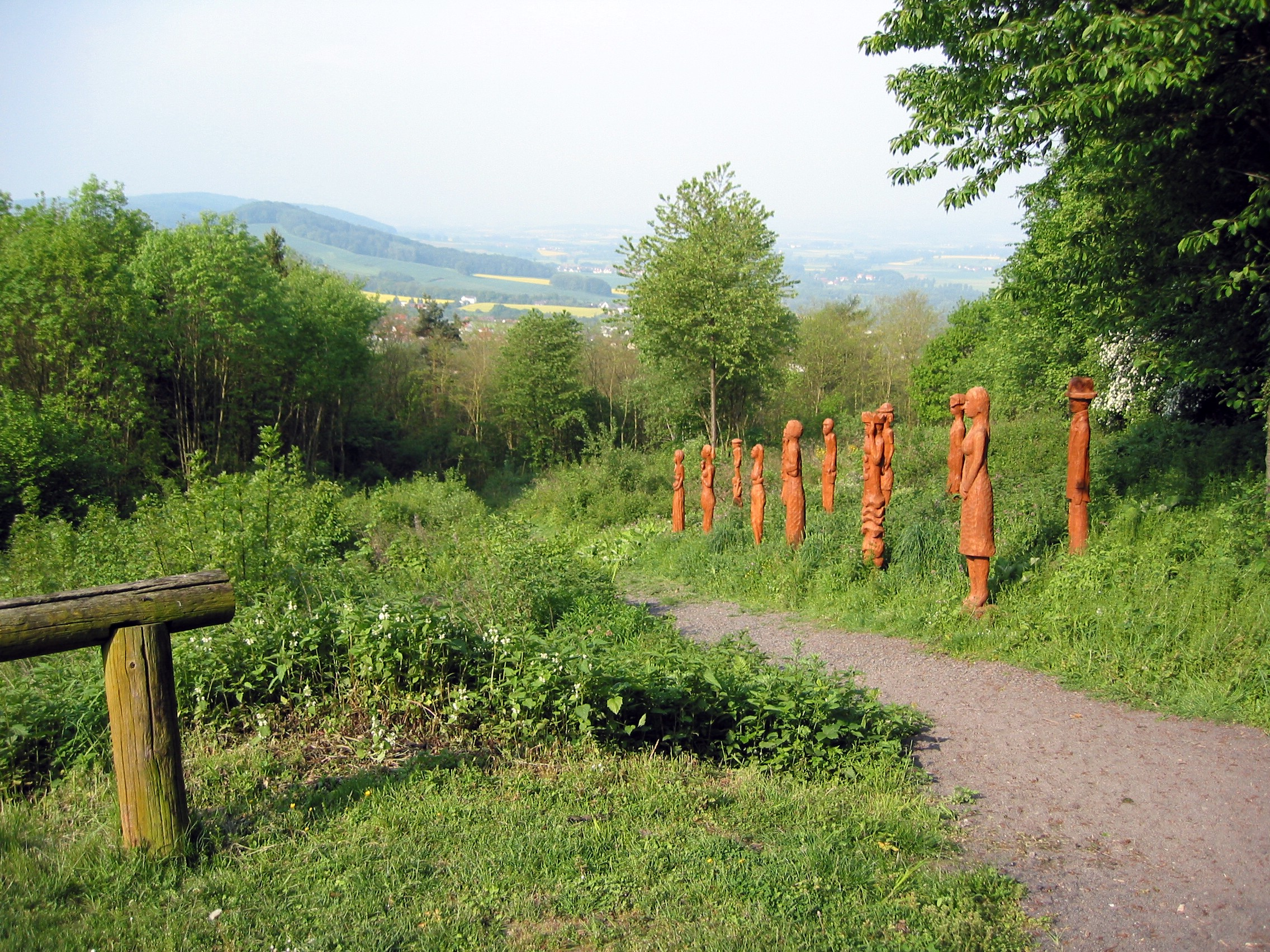
درب الفن آرس ناتورا فيلسبرغ ، بالقرب من ، هسن
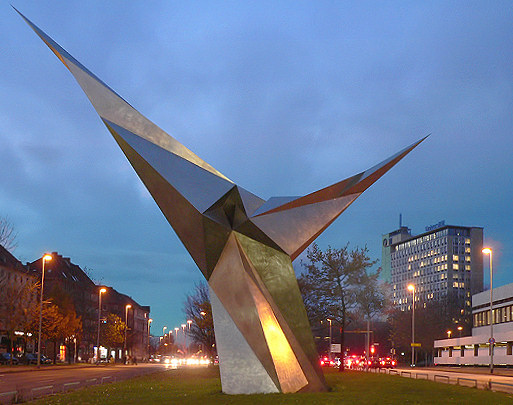
ميل من النحت ملاك الصلب هانوفر
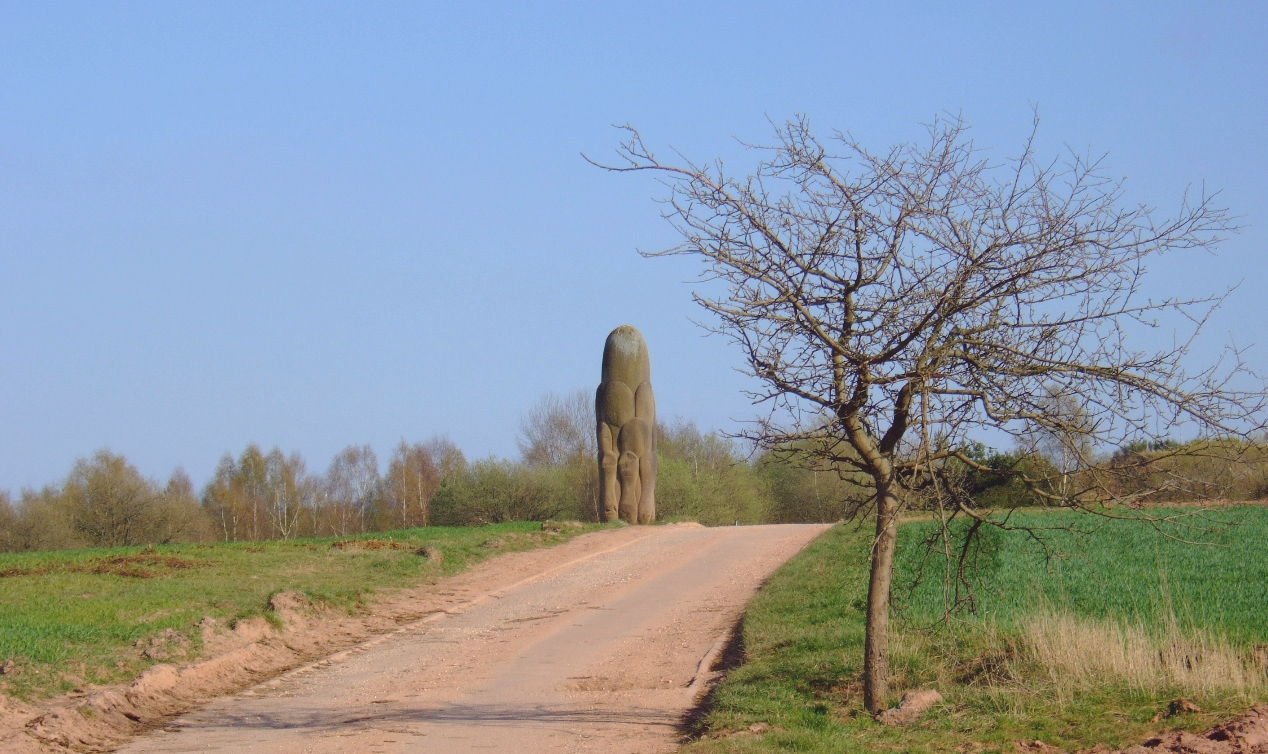
شارع المنحوتات
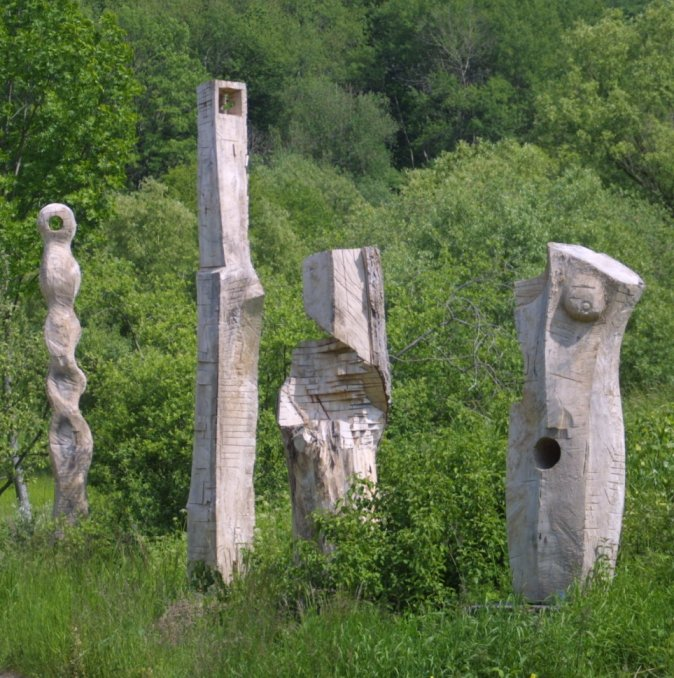
الشارع الفرانكوني للمنحوتات

## إنجلترا
- درب النحت إيرول في جبال بيناين، كمبريا
- غابة عميد النحت تريل في مقاطعة غلوسترشير
- غريزدال فورست في منطقة البحيرة
- منحوتات غلينكيلن في دومفريز وغالاوي (اسكتلندا)
- جنوب الضفة النحت نزهة في لندن
- مسارات كامبردج للنحت في مدينة كامبريدج الجامعية، وتتألف من ثلاثة مسارات منحوتة تريل 1: ساوث كامبريدج، تريل 2: سيتي سنتر وتريل 3: ويست كامبريدج
- درب النحت في قاعة ريغالي جيروود هال في السستر (وارويكشاير)
- درب النحت كينغ وود هو ممر للنحت بالقرب من شاوليك في مقاطعة كنت

### سويسرا
- مسار النحت الحجري فاتنار في فاتيس في كانتون سانكت غالن
- كولتورويج بادن-ووتينجن-نوينهوف هو طريق نحت على طول نهر يماتفي كانتون آرجاو

### النمسا
- دوناولانده (لينز) على ضفاف نهر الدانوب في لينز

### السويد
- طريق النحت كاتارينا بانجاتا في ستوكهولم

## أمثلة خارج أوروبا

### أستراليا
- طريق ال منحوتات من جامعة نيو ساوث ويلز في العاصمة سيدني في استراليا ولاية نيو ساوث ويلز

### المكسيك
- روتا دي لا أميستاد في المكسيك بمناسبة الألعاب الأولمبية الصيفية لعام 1968
- طريق النحت للصلب والأسمنت في العاصمة مونتيري بولاية نويفو ليون المكسيكية

## روابط خارجية
- art_nut الدولية: دليل حدائق النحت
- درب النحت في دينتري، أستراليا